# Соколка (приток Камзолки)
Соколка — река в России, протекает по Саратовской области и Пензенской области. Устье реки находится в 10 км по левому берегу реки Камзолка. Длина реки составляет 13 км. Площадь водосборного бассейна — 63,8 км².

## Данные водного реестра
По данным государственного водного реестра России относится к Донскому бассейновому округу, водохозяйственный участок реки — Хопёр от истока до впадения реки Ворона, речной подбассейн реки — Хопер. Речной бассейн реки — Дон (российская часть бассейна).
Код объекта в государственном водном реестре — 05010200112107000005636.